# Simonds Farsons Cisk
Die Simonds Farsons Cisk plc ist eine Bierbrauerei. Farson ist Mutterunternehmen für zehn weitere Unternehmungen in Malta und entstand aus der Cisk-Brauerei. Cisk ist in vielen Lebensmittelsektoren tätig, hauptsächlich jedoch in der Bierbranche. Sie produziert seit dem Jahr 1928 Bier.

## Geschichte
In den frühen 1920er Jahren unternahm L. Farrugia & Sons (als Farsons bekannt) den Schritt ins Braugewerbe und errichtete seine erste Brauerei in Ħamrun. 1928 wurde das erste von Farsons gebraute Bier, das Farsons Pale Ale, auf den Markt gebracht. 1929 fusionierte Farsons mit dem Importeur H&G Simonds, der seit 1880 große Mengen Bier nach Malta schickte, um die starke Nachfrage seitens der britischen Garnison zu befriedigen. 1948 kam es zu erfolgreichen Fusionsgesprächen mit dem Konkurrenzunternehmen Malta Export Brewery, aus denen die Simonds Farson Cisk Limited hervorging.
1950 wurde der Brauereineubau eingeweiht, der heute noch in Mriehel steht. 1995 war Simonds Farson Cisk das erste ganz im Privatbesitz befindliche Unternehmen, das an der maltesischen Börse zugelassen wurde.
Die Betriebsfläche erstreckte sich 2008 über ein Gebiet von 24.000 m². 1990 wurde ein Brauvorgangsblock eingeweiht, und bis 2012 sind weitere Investitionen von Lm14 Mio. (32,9 Mio. €) in ein neues Brauhaus, ein neues Vertriebszentrum und eine neue Verpackungshalle für alkoholfreie Getränke vorgesehen.

## Farsons Group

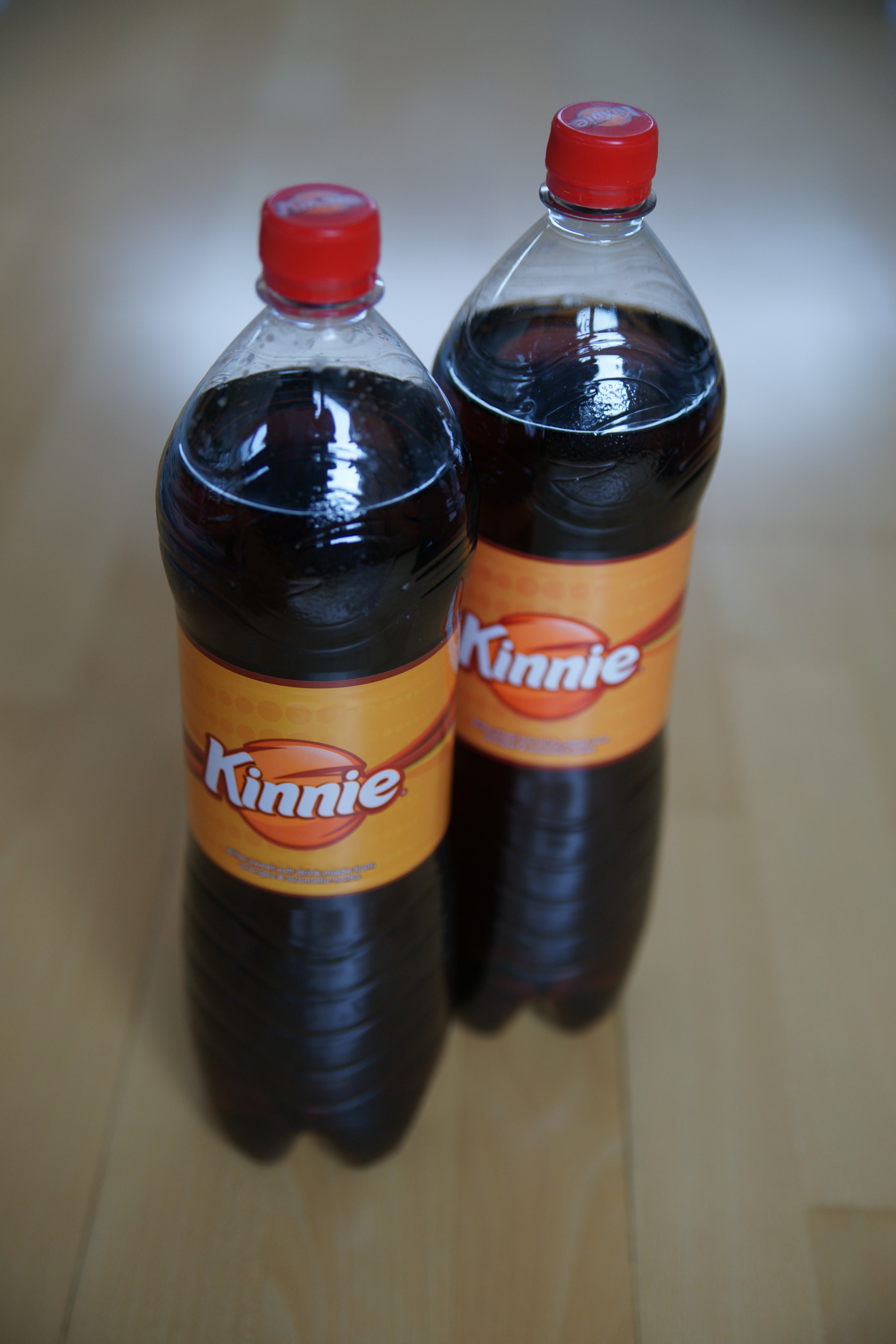
Kinnie, Erfrischungsgetränk der Farsons Group

Farsons ist nach eigenen Angaben der größte Getränkeproduzent Maltas. Neben der Cisk-Brauerei gehören der Farson Group noch weitere Tochterunternehmen in der Lebensmittelbranche an.

### EcoPure Ltd.
EcoPure ist Abfüller und Lieferer von San Michel Tafelwasser für Wasserspender. Das Unternehmen wurde 1995 gegründet.

### Farsons Beverage Imports Company Ltd.
Die Farsons Beverage Imports Company importiert verschiedene Weine, Biere, Spirituosen und nonalkoholische Getränke nach Malta. Zu den bekanntesten zählen Perrier, Campari, Absolut, Havana Club, Jägermeister, Jim Beam, Rémy Martin, Guinness, Beck’s, Corona, Strongbow und Red Bull.

### Food Chain Ltd.
Farsons gründete Food Chain 1993 um Restaurants im Franchiseverfahren zu betreiben. Food Chain ist u. a. Lizenznehmer von Pizza Hut, Burger King und KFC.

### Quintano & Co. Ltd.
2004 übernahm Farsons die Quintano & Co. einen Importeur von Nahrungsmitteln. Importiert werden u. a. Bayernland-, Bonduelle-, Chiquita- und Danone-Produkte.

### Trident Developments
Trident ist der Eigentümer, Verwalter und Entwickler der Unternehmenswerte und -grundstücke der Farsons Group.

## Biere
- Cisk Lager Beer
- Cisk Export Premium Lager Beer
- Blue Label Ale
- Hopleaf
- Farsons Traditional Shandy, Bier mit Limonade
- Lacto Milk Stout